# Robert Fucilla
Robert Fucilla (Londra, 8 giugno 1980) è un attore e produttore cinematografico inglese.
Fucilla è nato nel quartiere di Brixton, a sud di Londra, in Inghilterra. Ha trascorso due anni recitando e lavorando a Los Angeles, dopo la laurea. 
All'inizio del 2008 Fucilla è apparso nel film The Big I Am, con Michael Madsen e Steven Berkoff. Ha poi recitato in altri film tra cui Shank e Pimp. All'inizio del 2011 ha interpretato il ruolo di un ex-membro della SAS divenuto mercenario accanto a Billy Zane in Mercenaries.

## Filmografia
- Papillon "Escape: True Stories of Suspense" episodio (2000)
- Il Groom (2000) .... signori giovani
- Shank (2010) .... Breezer
- The Big I Am (2010) .... Floyd
- Pimp (2010) .... Vincent
- Bonded By Blood (2010) .... DC Havers
- Mercenaries (2011) .... Andy Marlow

### Produttore
- The Big I Am (2010)